# Kalkhof (Hamburg)
Der Kalkhof war eine städtische Einrichtung an wechselnden Orten in Hamburg. Heute trägt eine Straße im Stadtteil Neustadt diesen Namen.

## Geschichte
Der Kalkhof entstand Mitte des 14. Jahrhunderts auf dem Wandrahm. Als städtische Einrichtung diente er der Lagerung von Einrichtungen, die das private und öffentliche Bauwesen zur Herstellung von Kalkmaterialien benötigte. Dazu gehörten Kalköfen und Göpelmühlen. Zudem befanden sich hier die Verkaufs- und Ausgabestelle sowie die Amtsräume des Kalkschreibers. Nahe dem Kalkhof befand sich eine Jahrzehnte zuvor erbaute Kalkbrennerei. Mit Betriebsaufnahme einer neuen Anlage erhielt der Kalkhof 1616 den Namen „Alter Kalkhof“. Nach dem Bau des Kornhauses entstand ein neuer Kalkhof nahe dem Dammtor. Dieser verfügte über eine direkte Verbindung zur Alster. Von Segeberg per Schiff angelieferter Kalk konnte somit direkt angelandet werden. 
Der Betrieb des Kalkhofs wurde Ende des 18. Jahrhunderts eingestellt. Grund hierfür war der preisgünstigere, fertig gebrannte Lüneburger Kalk. 1826/27 wurde auf dem Gelände des Kalkhofs die heutige Hamburgische Staatsoper errichtet. Der nicht mehr benötigte Kalkgraben wurde zugeschüttet und auf ihm die Fehlandtstraße verlegt.

## Straße
„Kalkhof“ ist heute eine circa 180 Meter lange Straße westlich der Binnenalster nahe der Hamburgischen Staatsoper in Hamburg-Neustadt. Die Straße wurde 1922 von „Schwiegerstraße“ in „Kalkhof“ umbenannt.